# WTA Tour 1998
Il WTA Tour 1998 è iniziato il 5 gennaio con il Thalgo Australian Women's Hardcourts 1998 e l'ASB Classic 1998 e si è concluso il 22 novembre con la finale del WTA Tour Championships 1998.
Il WTA Tour è una serie di tornei femminili di tennis 
organizzati dalla WTA. Questa include i tornei del Grande Slam (organizzati in collaborazione con la International Tennis Federation (ITF)), il WTA Tour Championships e i tornei delle categorie Tier I, Tier II, Tier III e Tier IV.

## Gennaio
| Settimana              | Torneo                                                                                     | Categoria   | Vincitrici                                             | Finaliste                             | Semifinaliste                         | Eliminate ai quarti                                                |
| ---------------------- | ------------------------------------------------------------------------------------------ | ----------- | ------------------------------------------------------ | ------------------------------------- | ------------------------------------- | ------------------------------------------------------------------ |
| 5 gennaio              | Thalgo Australian Women's Hardcourts 1998 Gold Coast, Australia Cemento Singolare - Doppio | Tier III    | Ai Sugiyama 7-5, 6-0                                   | María Vento                           | Sylvia Plischke Wang Shi-ting         | Brenda Schultz Mariaan de Swardt Sarah Pitkowski Ruxandra Dragomir |
| 5 gennaio              | Thalgo Australian Women's Hardcourts 1998 Gold Coast, Australia Cemento Singolare - Doppio | Tier III    | Elena Lichovceva Ai Sugiyama 1-6, 6-3, 6-4             | Park Sung-hee Wang Shi-ting           | Sylvia Plischke Wang Shi-ting         | Brenda Schultz Mariaan de Swardt Sarah Pitkowski Ruxandra Dragomir |
| 5 gennaio              | ASB Classic 1998 Auckland, Nuova Zelanda Cemento Singolare - Doppio                        | Tier IV     | Dominique Van Roost 4-6, 7–6(9), 7-5                   | Silvia Farina                         | Sandrine Testud Anne Miller           | Sandra Cacic Julie Halard-Decugis Tamarine Tanasugarn Lisa Raymond |
| 5 gennaio              | ASB Classic 1998 Auckland, Nuova Zelanda Cemento Singolare - Doppio                        | Tier IV     | Nana Miyagi Tamarine Tanasugarn 7-6(1), 6-4            | Julie Halard-Decugis Janette Husárová | Sandrine Testud Anne Miller           | Sandra Cacic Julie Halard-Decugis Tamarine Tanasugarn Lisa Raymond |
| 12 gennaio             | Sydney International 1998 Sydney, Australia Cemento Singolare - Doppio                     | Tier II     | Arantxa Sánchez Vicario 6-1, 6-3                       | Venus Williams                        | Ai Sugiyama Serena Williams           | Magdalena Maleeva Barbara Paulus Nataša Zvereva Lindsay Davenport  |
| 12 gennaio             | Sydney International 1998 Sydney, Australia Cemento Singolare - Doppio                     | Tier II     | Martina Hingis Helena Suková 6-1, 6-2                  | Katrina Adams Meredith McGrath        | Ai Sugiyama Serena Williams           | Magdalena Maleeva Barbara Paulus Nataša Zvereva Lindsay Davenport  |
| 12 gennaio             | Tasmanian International 1998 Hobart, Australia Cemento Singolare - Doppio                  | Tier IV     | Patty Schnyder 6-3, 6-2                                | Dominique Van Roost                   | Magdalena Grzybowska Joannette Kruger | Li Fang Henrieta Nagyová Anne-Gaëlle Sidot Barbara Schett          |
| 12 gennaio             | Tasmanian International 1998 Hobart, Australia Cemento Singolare - Doppio                  | Tier IV     | Virginia Ruano Pascual Paola Suárez 7–6(6), 6-3        | Julie Halard-Decugis Janette Husárová | Magdalena Grzybowska Joannette Kruger | Li Fang Henrieta Nagyová Anne-Gaëlle Sidot Barbara Schett          |
| 19 gennaio 2 settimane | Australian Open 1998 Melbourne, Australia Cemento Singolare - Doppio - Doppio misto        | Grande Slam | Martina Hingis 6-3, 6-3                                | Conchita Martínez                     | Anke Huber Lindsay Davenport          | Mary Pierce Arantxa Sánchez Vicario Sandrine Testud Venus Williams |
| 19 gennaio 2 settimane | Australian Open 1998 Melbourne, Australia Cemento Singolare - Doppio - Doppio misto        | Grande Slam | Martina Hingis Mirjana Lučić-Baroni 6-4, 2-6, 6-3      | Lindsay Davenport Nataša Zvereva      | Anke Huber Lindsay Davenport          | Mary Pierce Arantxa Sánchez Vicario Sandrine Testud Venus Williams |
| 19 gennaio 2 settimane | Australian Open 1998 Melbourne, Australia Cemento Singolare - Doppio - Doppio misto        | Grande Slam | Doppio Misto: Justin Gimelstob Venus Williams 6-2, 6-1 | Cyril Suk Helena Suková               | Anke Huber Lindsay Davenport          | Mary Pierce Arantxa Sánchez Vicario Sandrine Testud Venus Williams |

## Febbraio
| Settimana   | Torneo                                                                                    | Categoria | Vincitrici                                       | Finaliste                          | Semifinaliste                               | Eliminate ai quarti                                               |
| ----------- | ----------------------------------------------------------------------------------------- | --------- | ------------------------------------------------ | ---------------------------------- | ------------------------------------------- | ----------------------------------------------------------------- |
| 2 febbraio  | Toray Pan Pacific Open 1998 Tokyo, Giappone Cemento (indoor) Singolare - Doppio           | Tier I    | Lindsay Davenport 6-3, 6-3                       | Martina Hingis                     | Iva Majoli Amanda Coetzer                   | Rita Grande Miho Saeki Ai Sugiyama Irina Spîrlea                  |
| 2 febbraio  | Toray Pan Pacific Open 1998 Tokyo, Giappone Cemento (indoor) Singolare - Doppio           | Tier I    | Martina Hingis Mirjana Lučić-Baroni 7-5, 6-4     | Lindsay Davenport Nataša Zvereva   | Iva Majoli Amanda Coetzer                   | Rita Grande Miho Saeki Ai Sugiyama Irina Spîrlea                  |
| 9 febbraio  | Open Gaz de France 1998 Parigi, Francia Cemento (indoor) Singolare - Doppio               | Tier II   | Mary Pierce 6-3, 7-5                             | Dominique Van Roost                | Jana Novotná Nathalie Tauziat               | Barbara Paulus Anke Huber Sarah Pitkowski Iva Majoli              |
| 9 febbraio  | Open Gaz de France 1998 Parigi, Francia Cemento (indoor) Singolare - Doppio               | Tier II   | Sabine Appelmans Miriam Oremans 1-6, 6-3, 7–6(3) | Anna Kurnikova Larisa Neiland      | Jana Novotná Nathalie Tauziat               | Barbara Paulus Anke Huber Sarah Pitkowski Iva Majoli              |
| 16 febbraio | Faber Grand Prix 1998 Hannover, Germania Sintetico indoor Singolare - Doppio              | Tier II   | Patty Schnyder 6-0, 2-6, 7-5                     | Jana Novotná                       | Anna Kurnikova Sabine Appelmans             | Lisa Raymond Anke Huber Nathalie Tauziat Steffi Graf              |
| 16 febbraio | Faber Grand Prix 1998 Hannover, Germania Sintetico indoor Singolare - Doppio              | Tier II   | Lisa Raymond Rennae Stubbs 6-1, 6(4)–7, 6-3      | Elena Lichovceva Caroline Vis      | Anna Kurnikova Sabine Appelmans             | Lisa Raymond Anke Huber Nathalie Tauziat Steffi Graf              |
| 16 febbraio | Copa Colsanitas 1998 Bogotà, Colombia Terra rossa Singolare - Doppio                      | Tier IV   | Paola Suárez 6-3, 6-4                            | Sonya Jeyaseelan                   | Larissa Schaerer Conchita Martínez Granados | Corina Morariu Janette Husárová Fabiola Zuluaga Laurence Courtois |
| 16 febbraio | Copa Colsanitas 1998 Bogotà, Colombia Terra rossa Singolare - Doppio                      | Tier IV   | Janette Husárová Paola Suárez 3-6, 6-2, 6-3      | Melissa Mazzotta Ekaterina Sysoeva | Larissa Schaerer Conchita Martínez Granados | Corina Morariu Janette Husárová Fabiola Zuluaga Laurence Courtois |
| 23 febbraio | Generali Ladies Linz 1998 Linz, Austria Cemento (indoor) Singolare - Doppio               | Tier II   | Jana Novotná 6-1, 7–6(2)                         | Dominique Van Roost                | Silvia Farina Iva Majoli                    | Anna Kurnikova Nathalie Tauziat Sabine Appelmans Lisa Raymond     |
| 23 febbraio | Generali Ladies Linz 1998 Linz, Austria Cemento (indoor) Singolare - Doppio               | Tier II   | Alexandra Fusai Nathalie Tauziat 6-3, 3-6, 6-4   | Anna Kurnikova Larisa Neiland      | Silvia Farina Iva Majoli                    | Anna Kurnikova Nathalie Tauziat Sabine Appelmans Lisa Raymond     |
| 23 febbraio | IGA U.S. Indoor Championships 1998 Oklahoma City, USA Cemento (indoor) Singolare - Doppio | Tier III  | Venus Williams 6-3, 6-2                          | Joannette Kruger                   | Lindsay Davenport Sarah Pitkowski           | Lea Ghirardi Francesca Lubiani Serena Williams Sandrine Testud    |
| 23 febbraio | IGA U.S. Indoor Championships 1998 Oklahoma City, USA Cemento (indoor) Singolare - Doppio | Tier III  | Serena Williams Venus Williams 7-5, 6-2          | Cătălina Cristea Kristine Kunce    | Lindsay Davenport Sarah Pitkowski           | Lea Ghirardi Francesca Lubiani Serena Williams Sandrine Testud    |

## Marzo
| Settimana | Torneo                                                                            | Categoria | Vincitrici                                        | Finaliste                              | Semifinaliste                          | Eliminate ai quarti                                            |
| --------- | --------------------------------------------------------------------------------- | --------- | ------------------------------------------------- | -------------------------------------- | -------------------------------------- | -------------------------------------------------------------- |
| 5 marzo   | Champions Cup and the Evert Cup 1998 Indian Wells, USA Cemento Singolare - Doppio | Tier I    | Martina Hingis 6-3, 6-4                           | Lindsay Davenport                      | Venus Williams Steffi Graf             | Conchita Martínez Joannette Kruger Nataša Zvereva Sandra Cacic |
| 5 marzo   | Champions Cup and the Evert Cup 1998 Indian Wells, USA Cemento Singolare - Doppio | Tier I    | Lindsay Davenport Nataša Zvereva 6-4, 2-6, 6-4    | Alexandra Fusai Nathalie Tauziat       | Venus Williams Steffi Graf             | Conchita Martínez Joannette Kruger Nataša Zvereva Sandra Cacic |
| 19 marzo  | Lipton Championships 1998 Miami, USA Cemento Singolare - Doppio                   | Tier I    | Venus Williams 2-6, 6-4, 6-1                      | Anna Kurnikova                         | Martina Hingis Arantxa Sánchez Vicario | Serena Williams Silvia Farina Jana Novotná Lindsay Davenport   |
| 19 marzo  | Lipton Championships 1998 Miami, USA Cemento Singolare - Doppio                   | Tier I    | Martina Hingis Jana Novotná 6-2, 3-6, 6-3         | Arantxa Sánchez Vicario Nataša Zvereva | Martina Hingis Arantxa Sánchez Vicario | Serena Williams Silvia Farina Jana Novotná Lindsay Davenport   |
| 30 marzo  | Family Circle Cup 1998 Hilton Head, USA Terra verde Singolare - Doppio            | Tier I    | Amanda Coetzer 6-3, 6-4                           | Irina Spîrlea                          | Monica Seles Lisa Raymond              | Lindsay Davenport Patty Schnyder Andrea Glass Magüi Serna      |
| 30 marzo  | Family Circle Cup 1998 Hilton Head, USA Terra verde Singolare - Doppio            | Tier I    | Conchita Martínez Patricia Tarabini 3-6, 6-4, 6-4 | Lisa Raymond Rennae Stubbs             | Monica Seles Lisa Raymond              | Lindsay Davenport Patty Schnyder Andrea Glass Magüi Serna      |

## Aprile
| Settimana | Torneo                                                                                 | Categoria | Vincitrici                                        | Finaliste                             | Semifinaliste                    | Eliminate ai quarti                                                              |
| --------- | -------------------------------------------------------------------------------------- | --------- | ------------------------------------------------- | ------------------------------------- | -------------------------------- | -------------------------------------------------------------------------------- |
| 6 aprile  | Bausch & Lomb Championships 1998 Amelia Island, USA Terra verde Singolare - Doppio     | Tier II   | Mary Pierce 6(8)–7, 6-0, 6-2                      | Conchita Martínez                     | Lindsay Davenport Amanda Coetzer | Anna Kurnikova Iva Majoli Lisa Raymond Tara Snyder                               |
| 6 aprile  | Bausch & Lomb Championships 1998 Amelia Island, USA Terra verde Singolare - Doppio     | Tier II   | Sandra Cacic Mary Pierce 7–6(5), 4-6, 7–6(5)      | Barbara Schett Patty Schnyder         | Lindsay Davenport Amanda Coetzer | Anna Kurnikova Iva Majoli Lisa Raymond Tara Snyder                               |
| 13 aprile | Japan Open Tennis Championships 1998 Tokyo, Giappone Cemento Singolare - Doppio        | Tier III  | Ai Sugiyama 6-3, 6-3                              | Corina Morariu                        | Wang Shi-ting Amy Frazier        | Erika De Lone Lori McNeil Nicole Pratt Naoko Sawamatsu                           |
| 13 aprile | Japan Open Tennis Championships 1998 Tokyo, Giappone Cemento Singolare - Doppio        | Tier III  | Naoko Kijimuta Nana Miyagi 6-3, 4-6, 6-4          | Amy Frazier Rika Hiraki               | Wang Shi-ting Amy Frazier        | Erika De Lone Lori McNeil Nicole Pratt Naoko Sawamatsu                           |
| 13 aprile | Makarska International Championships 1998 Makarska, Croazia Terra Singolare - Doppio   | Tier IV   | Kveta Hrdlicková 6-3, 6-1                         | Li Fang                               | Gala León García Lenka Němečková | Paola Suárez Ana Alcazar Sandra Klösel Olga Lugina                               |
| 13 aprile | Makarska International Championships 1998 Makarska, Croazia Terra Singolare - Doppio   | Tier IV   | Tina Križan Katarina Srebotnik 7–6(3), 6-1        | Evgenija Kulikovskaja Karin Kschwendt | Gala León García Lenka Němečková | Paola Suárez Ana Alcazar Sandra Klösel Olga Lugina                               |
| 20 aprile | Lotto- Westel 900 Budapest Open 1998 Budapest, Ungheria Terra rossa Singolare - Doppio | Tier IV   | Virginia Ruano Pascual 6-4, 4-6, 6-3              | Silvia Farina                         | Li Fang Sarah Pitkowski          | Sandrine Testud María Antonia Sánchez Lorenzo Julie Halard-Decugis Rita Kuti-Kis |
| 20 aprile | Lotto- Westel 900 Budapest Open 1998 Budapest, Ungheria Terra rossa Singolare - Doppio | Tier IV   | Virginia Ruano Pascual Paola Suárez 4-6, 6-1, 6-1 | Cătălina Cristea Laura Montalvo       | Li Fang Sarah Pitkowski          | Sandrine Testud María Antonia Sánchez Lorenzo Julie Halard-Decugis Rita Kuti-Kis |
| 27 aprile | Citizen Cup 1998 Amburgo, Germania Terra rossa Singolare - Doppio                      | Tier II   | Martina Hingis 6-3, 7-5                           | Jana Novotná                          | Barbara Schett Patty Schnyder    | Jennifer Capriati Virginia Ruano Pascual Arantxa Sánchez Vicario Julia Abe       |
| 27 aprile | Citizen Cup 1998 Amburgo, Germania Terra rossa Singolare - Doppio                      | Tier II   | Barbara Schett Patty Schnyder 7–6(3), 3-6, 6-3    | Martina Hingis Jana Novotná           | Barbara Schett Patty Schnyder    | Jennifer Capriati Virginia Ruano Pascual Arantxa Sánchez Vicario Julia Abe       |
| 27 aprile | Croatian Bol Ladies Open 1998 Bol, Croazia Terra rossa Singolare - Doppio              | Tier IV   | Mirjana Lučić-Baroni 6-2, 6-4                     | Corina Morariu                        | Joannette Kruger Silvija Talaja  | Raluca Sandu Mariana Díaz Oliva Lea Ghirardi Anna-Maria Cecchini                 |
| 27 aprile | Croatian Bol Ladies Open 1998 Bol, Croazia Terra rossa Singolare - Doppio              | Tier IV   | Laura Montalvo Paola Suárez Walkover              | Joannette Kruger Mirjana Lučić-Baroni | Joannette Kruger Silvija Talaja  | Raluca Sandu Mariana Díaz Oliva Lea Ghirardi Anna-Maria Cecchini                 |

## Maggio
| Settimana             | Torneo                                                                               | Categoria   | Vincitrici                                             | Finaliste                              | Semifinaliste                                | Eliminate ai quarti                                          |
| --------------------- | ------------------------------------------------------------------------------------ | ----------- | ------------------------------------------------------ | -------------------------------------- | -------------------------------------------- | ------------------------------------------------------------ |
| 4 maggio              | Internazionali d'Italia 1998 Roma, Italia Terra rossa Singolare - Doppio             | Tier I      | Martina Hingis 6-3, 2-6, 6-3                           | Venus Williams                         | Mirjana Lučić-Baroni Arantxa Sánchez Vicario | Anna Kurnikova Sandrine Testud Lisa Raymond Serena Williams  |
| 4 maggio              | Internazionali d'Italia 1998 Roma, Italia Terra rossa Singolare - Doppio             | Tier I      | Virginia Ruano Pascual Paola Suárez 7-6(1), 6-4        | Amanda Coetzer Arantxa Sánchez Vicario | Mirjana Lučić-Baroni Arantxa Sánchez Vicario | Anna Kurnikova Sandrine Testud Lisa Raymond Serena Williams  |
| 11 maggio             | WTA German Open 1998 Berlino, Germania Terra rossa Singolare - Doppio                | Tier I      | Conchita Martínez 6-4, 6-4                             | Amélie Mauresmo                        | Anna Kurnikova Jana Novotná                  | Martina Hingis Ai Sugiyama Irina Spîrlea Barbara Paulus      |
| 11 maggio             | WTA German Open 1998 Berlino, Germania Terra rossa Singolare - Doppio                | Tier I      | Lindsay Davenport Nataša Zvereva 6-3, 6-0              | Alexandra Fusai Nathalie Tauziat       | Anna Kurnikova Jana Novotná                  | Martina Hingis Ai Sugiyama Irina Spîrlea Barbara Paulus      |
| 18 maggio             | Madrid Open 1998 Madrid, Spagna Terra rossa Singolare - Doppio                       | Tier III    | Patty Schnyder 3-6, 6-4, 6-0                           | Dominique Van Roost                    | Sandrine Testud Barbara Schett               | Chanda Rubin Magüi Serna Tara Snyder Kristie Boogert         |
| 18 maggio             | Madrid Open 1998 Madrid, Spagna Terra rossa Singolare - Doppio                       | Tier III    | Florencia Labat Dominique Van Roost 6-3, 6-1           | Rachel McQuillan Nicole Pratt          | Sandrine Testud Barbara Schett               | Chanda Rubin Magüi Serna Tara Snyder Kristie Boogert         |
| 18 maggio             | Internationaux de Strasbourg 1998 Strasburgo, Francia Terra rossa Singolare - Doppio | Tier III    | Irina Spîrlea 7–6(5), 6-3                              | Julie Halard-Decugis                   | Elena Lichovceva Alexandra Fusai             | Amanda Coetzer Nathalie Tauziat Ai Sugiyama Henrieta Nagyová |
| 18 maggio             | Internationaux de Strasbourg 1998 Strasburgo, Francia Terra rossa Singolare - Doppio | Tier III    | Alexandra Fusai Nathalie Tauziat 6-4, 6-3              | Yayuk Basuki Caroline Vis              | Elena Lichovceva Alexandra Fusai             | Amanda Coetzer Nathalie Tauziat Ai Sugiyama Henrieta Nagyová |
| 25 maggio 2 settimane | Open di Francia 1998 Parigi, Francia Terra rossa Singolare - Doppio - Misto          | Grande Slam | Arantxa Sánchez Vicario 7–6(5), 0-6, 6-2               | Monica Seles                           | Martina Hingis Lindsay Davenport             | Venus Williams Jana Novotná Patty Schnyder Iva Majoli        |
| 25 maggio 2 settimane | Open di Francia 1998 Parigi, Francia Terra rossa Singolare - Doppio - Misto          | Grande Slam | Martina Hingis Jana Novotná 6-1, 7–6(4)                | Lindsay Davenport Nataša Zvereva       | Martina Hingis Lindsay Davenport             | Venus Williams Jana Novotná Patty Schnyder Iva Majoli        |
| 25 maggio 2 settimane | Open di Francia 1998 Parigi, Francia Terra rossa Singolare - Doppio - Misto          | Grande Slam | Doppio Misto: Justin Gimelstob Venus Williams 6-4, 6-4 | Luis Lobo Serena Williams              | Martina Hingis Lindsay Davenport             | Venus Williams Jana Novotná Patty Schnyder Iva Majoli        |

## Giugno
| Settimana             | Torneo                                                                                    | Categoria   | Vincitrici                                             | Finaliste                              | Semifinaliste                                                    | Eliminate ai quarti                                                   |
| --------------------- | ----------------------------------------------------------------------------------------- | ----------- | ------------------------------------------------------ | -------------------------------------- | ---------------------------------------------------------------- | --------------------------------------------------------------------- |
| 8 giugno              | DFS Classic 1998 Birmingham, Gran Bretagna Erba Singolare - Doppio                        | Tier III    |                                                        |                                        | Steffi Graf vs Nathalie Tauziat Elena Lichovceva vs Yayuk Basuki | Magüi Serna Kerry-Anne Guse Dominique Van Roost Irina Spîrlea         |
| 8 giugno              | DFS Classic 1998 Birmingham, Gran Bretagna Erba Singolare - Doppio                        | Tier III    | Els Callens Julie Halard-Decugis 2–6, 6–4, 6–4         | Lisa Raymond Rennae Stubbs             | Steffi Graf vs Nathalie Tauziat Elena Lichovceva vs Yayuk Basuki | Magüi Serna Kerry-Anne Guse Dominique Van Roost Irina Spîrlea         |
| 15 giugno             | International Women's Open 1998 Eastbourne, Gran Bretagna Erba Singolare - Doppio         | Tier II     | Jana Novotná 6-1, 7-5                                  | Arantxa Sánchez Vicario                | Nataša Zvereva Anna Kurnikova                                    | Irina Spîrlea Magüi Serna Serena Williams Steffi Graf                 |
| 15 giugno             | International Women's Open 1998 Eastbourne, Gran Bretagna Erba Singolare - Doppio         | Tier II     | Mariaan de Swardt Jana Novotná 6-1, 6-3                | Arantxa Sánchez Vicario Nataša Zvereva | Nataša Zvereva Anna Kurnikova                                    | Irina Spîrlea Magüi Serna Serena Williams Steffi Graf                 |
| 15 giugno             | Ordina Open 1998 's-Hertogenbosch, Paesi Bassi Erba Singolare - Doppio                    | Tier III    | Julie Halard-Decugis 6-3, 6-4                          | Miriam Oremans                         | Kimberly Po Sandrine Testud                                      | Chanda Rubin Kristie Boogert Sabine Appelmans Gala León García        |
| 15 giugno             | Ordina Open 1998 's-Hertogenbosch, Paesi Bassi Erba Singolare - Doppio                    | Tier III    | Sabine Appelmans Miriam Oremans 6(4)–7, 7–6(6), 7–6(5) | Yayuk Basuki Caroline Vis              | Kimberly Po Sandrine Testud                                      | Chanda Rubin Kristie Boogert Sabine Appelmans Gala León García        |
| 22 giugno 2 settimane | Torneo di Wimbledon 1998 Wimbledon, Londra, Gran Bretagna Erba Singolare - Doppio - Misto | Grande Slam | Jana Novotná 6-4, 7–6(2)                               | Nathalie Tauziat                       | Martina Hingis Nataša Zvereva                                    | Arantxa Sánchez Vicario Venus Williams Monica Seles Lindsay Davenport |
| 22 giugno 2 settimane | Torneo di Wimbledon 1998 Wimbledon, Londra, Gran Bretagna Erba Singolare - Doppio - Misto | Grande Slam | Martina Hingis Jana Novotná 6-3, 3-6, 8-6              | Lindsay Davenport Nataša Zvereva       | Martina Hingis Nataša Zvereva                                    | Arantxa Sánchez Vicario Venus Williams Monica Seles Lindsay Davenport |
| 22 giugno 2 settimane | Torneo di Wimbledon 1998 Wimbledon, Londra, Gran Bretagna Erba Singolare - Doppio - Misto | Grande Slam | Doppio Misto: Maks Mirny Serena Williams 6-4, 6-4      | Mahesh Bhupathi Mirjana Lučić-Baroni   | Martina Hingis Nataša Zvereva                                    | Arantxa Sánchez Vicario Venus Williams Monica Seles Lindsay Davenport |

## Luglio
| Settimana | Torneo                                                                                  | Categoria | Vincitrici                                   | Finaliste                           | Semifinaliste                         | Eliminate ai quarti                                                          |
| --------- | --------------------------------------------------------------------------------------- | --------- | -------------------------------------------- | ----------------------------------- | ------------------------------------- | ---------------------------------------------------------------------------- |
| 6 luglio  | Prague Open 1998 Praga, Repubblica Ceca Terra Singolare - Doppio                        | Tier III  | Jana Novotná 6-3, 6-0                        | Sandrine Testud                     | Henrieta Nagyová Nataša Zvereva       | Sarah Pitkowski Meghann Shaughnessy Amélie Mauresmo Silvia Farina            |
| 6 luglio  | Prague Open 1998 Praga, Repubblica Ceca Terra Singolare - Doppio                        | Tier III  | Silvia Farina Karina Habšudová 2-6, 6-1, 6-2 | Kveta Hrdlicková Michaela Paštiková | Henrieta Nagyová Nataša Zvereva       | Sarah Pitkowski Meghann Shaughnessy Amélie Mauresmo Silvia Farina            |
| 6 luglio  | WTA Austrian Open 1998 Klagenfurt, Austria Singolare - Doppio                           | Tier IV   | Patty Schnyder 6-2, 4-6, 6-3                 | Gala León García                    | Emmanuelle Gagliardi Amélie Cocheteux | Sylvia Plischke Barbara Schett Barbara Paulus Meike Babel                    |
| 6 luglio  | WTA Austrian Open 1998 Klagenfurt, Austria Singolare - Doppio                           | Tier IV   | Laura Montalvo Paola Suárez 6-1, 6-2         | Tina Križan Katarina Srebotnik      | Emmanuelle Gagliardi Amélie Cocheteux | Sylvia Plischke Barbara Schett Barbara Paulus Meike Babel                    |
| 13 luglio | Warsaw Open 1998 Varsavia, Polonia Terra rossa Singolare - Doppio                       | Tier III  | Conchita Martínez 6-0, 6-3                   | Silvia Farina                       | Henrieta Nagyová Magdalena Grzybowska | Karina Habšudová Cătălina Cristea Andrea Glass Joannette Kruger              |
| 13 luglio | Warsaw Open 1998 Varsavia, Polonia Terra rossa Singolare - Doppio                       | Tier III  | Karina Habšudová Olga Lugina 7–6(2), 7-5     | Liezel Huber Karin Kschwendt        | Henrieta Nagyová Magdalena Grzybowska | Karina Habšudová Cătălina Cristea Andrea Glass Joannette Kruger              |
| 13 luglio | Internazionali Femminili di Palermo 1998 Palermo, Italia Terra rossa Singolare - Doppio | Tier IV   | Patty Schnyder 6-1, 5-7, 6-2                 | Barbara Schett                      | Miriam Oremans Barbara Rittner        | Maria Paola Zavagli Elena Pampoulova Radka Bobková Jennifer Capriati         |
| 13 luglio | Internazionali Femminili di Palermo 1998 Palermo, Italia Terra rossa Singolare - Doppio | Tier IV   | Pavlina Nola Elena Pampoulova 6-4, 6-2       | Barbara Schett Patty Schnyder       | Miriam Oremans Barbara Rittner        | Maria Paola Zavagli Elena Pampoulova Radka Bobková Jennifer Capriati         |
| 27 luglio | Bank of the West Classic 1998 Stanford, USA Cemento Singolare - Doppio                  | Tier II   | Lindsay Davenport 6-4, 5-7, 6-4              | Venus Williams                      | Steffi Graf Monica Seles              | Tamarine Tanasugarn Nataša Zvereva Elena Lichovceva Anne-Gaëlle Sidot        |
| 27 luglio | Bank of the West Classic 1998 Stanford, USA Cemento Singolare - Doppio                  | Tier II   | Lindsay Davenport Nataša Zvereva 6-4, 6-4    | Larisa Neiland Olena Tatarkova      | Steffi Graf Monica Seles              | Tamarine Tanasugarn Nataša Zvereva Elena Lichovceva Anne-Gaëlle Sidot        |
| 27 luglio | Orange Warsaw Open 1998 Sopot, Polonia Terra rossa Singolare - Doppio                   | Tier IV   | Henrieta Nagyová 6-3, 5-7, 6-1               | Elena Pampoulova                    | Gala León García Anna Smashnova       | Cristina Torrens Valero Barbara Rittner Kveta Hrdlicková Marlene Weingärtner |
| 27 luglio | Orange Warsaw Open 1998 Sopot, Polonia Terra rossa Singolare - Doppio                   | Tier IV   | Kveta Hrdlicková Helena Vildová 6-3, 6-2     | Åsa Svensson Seda Noorlander        | Gala León García Anna Smashnova       | Cristina Torrens Valero Barbara Rittner Kveta Hrdlicková Marlene Weingärtner |

## Agosto
| Settimana             | Torneo                                                                          | Categoria   | Vincitrici                                        | Finaliste                            | Semifinaliste                          | Eliminate ai quarti                                                |
| --------------------- | ------------------------------------------------------------------------------- | ----------- | ------------------------------------------------- | ------------------------------------ | -------------------------------------- | ------------------------------------------------------------------ |
| 3 agosto              | San Diego Open 1998 San Diego, Stati Uniti Cemento Singolare - Doppio           | Tier II     | Lindsay Davenport 6-3, 6-1                        | Mary Pierce                          | Martina Hingis Monica Seles            | Joannette Kruger Venus Williams Ai Sugiyama Nathalie Tauziat       |
| 3 agosto              | San Diego Open 1998 San Diego, Stati Uniti Cemento Singolare - Doppio           | Tier II     | Lindsay Davenport Nataša Zvereva 6-2, 6-1         | Alexandra Fusai Nathalie Tauziat     | Martina Hingis Monica Seles            | Joannette Kruger Venus Williams Ai Sugiyama Nathalie Tauziat       |
| 3 agosto              | Istanbul Cup 1998 Istanbul, Turchia Cemento Singolare - Doppio                  | Tier IV     | Henrieta Nagyová 6-4, 3-6, 7–6(9)                 | Ol'ga Barabanščikova                 | Florencia Labat Laura Golarsa          | Meghann Shaughnessy Haruka Inoue Francesca Lubiani Anna Smashnova  |
| 3 agosto              | Istanbul Cup 1998 Istanbul, Turchia Cemento Singolare - Doppio                  | Tier IV     | Meike Babel Laurence Courtois 6-0, 6-2            | Åsa Svensson Florencia Labat         | Florencia Labat Laura Golarsa          | Meghann Shaughnessy Haruka Inoue Francesca Lubiani Anna Smashnova  |
| 10 agosto             | East West Bank Classic 1998 Los Angeles, USA Cemento Singolare - Doppio         | Tier II     | Lindsay Davenport 4-6, 6-4, 6-3                   | Martina Hingis                       | Arantxa Sánchez Vicario Monica Seles   | Serena Williams Olena Tatarkova Nathalie Tauziat Nataša Zvereva    |
| 10 agosto             | East West Bank Classic 1998 Los Angeles, USA Cemento Singolare - Doppio         | Tier II     | Martina Hingis Nataša Zvereva 6-4, 6-2            | Tamarine Tanasugarn Olena Tatarkova  | Arantxa Sánchez Vicario Monica Seles   | Serena Williams Olena Tatarkova Nathalie Tauziat Nataša Zvereva    |
| 10 agosto             | Boston Cup 1998 Boston, USA Cemento Singolare - Doppio                          | Tier III    | Mariaan de Swardt 3-6, 7–6(4), 7-5                | Barbara Schett                       | Cara Black Lisa Raymond                | Amanda Coetzer Elena Lichovceva Corina Morariu Anke Huber          |
| 10 agosto             | Boston Cup 1998 Boston, USA Cemento Singolare - Doppio                          | Tier III    | Lisa Raymond Rennae Stubbs 6-4, 6-4               | Mariaan de Swardt Mary Joe Fernández | Cara Black Lisa Raymond                | Amanda Coetzer Elena Lichovceva Corina Morariu Anke Huber          |
| 17 agosto             | Canada Open 1998 Montréal, Canada Cemento Singolare - Doppio                    | Tier I      | Monica Seles 6-3, 6-2                             | Arantxa Sánchez Vicario              | Martina Hingis Jana Novotná            | Sandrine Testud Anke Huber Conchita Martínez Magüi Serna           |
| 17 agosto             | Canada Open 1998 Montréal, Canada Cemento Singolare - Doppio                    | Tier I      | Martina Hingis Jana Novotná 6-3, 6-4              | Yayuk Basuki Caroline Vis            | Martina Hingis Jana Novotná            | Sandrine Testud Anke Huber Conchita Martínez Magüi Serna           |
| 24 agosto             | Pilot Pen International 1998 New Haven, USA Cemento Singolare - Doppio          | Tier II     | Steffi Graf 6-4, 6-1                              | Jana Novotná                         | Lindsay Davenport Julie Halard-Decugis | Anke Huber Amanda Coetzer Mary Joe Fernández Amélie Mauresmo       |
| 24 agosto             | Pilot Pen International 1998 New Haven, USA Cemento Singolare - Doppio          | Tier II     | Alexandra Fusai Nathalie Tauziat 6-1, 6-0         | Mariaan de Swardt Jana Novotná       | Lindsay Davenport Julie Halard-Decugis | Anke Huber Amanda Coetzer Mary Joe Fernández Amélie Mauresmo       |
| 31 agosto 2 settimane | US Open 1998 Flushing Meadows, New York, USA Cemento Singolare - Doppio - Misto | Grande Slam | Lindsay Davenport 6-3, 7-5                        | Martina Hingis                       | Jana Novotná Venus Williams            | Monica Seles Patty Schnyder Arantxa Sánchez Vicario Amanda Coetzer |
| 31 agosto 2 settimane | US Open 1998 Flushing Meadows, New York, USA Cemento Singolare - Doppio - Misto | Grande Slam | Martina Hingis Jana Novotná 6-3, 6-3              | Lindsay Davenport Nataša Zvereva     | Jana Novotná Venus Williams            | Monica Seles Patty Schnyder Arantxa Sánchez Vicario Amanda Coetzer |
| 31 agosto 2 settimane | US Open 1998 Flushing Meadows, New York, USA Cemento Singolare - Doppio - Misto | Grande Slam | Doppio Misto: Maks Mirny Serena Williams 6-2, 6-2 | Patrick Galbraith Lisa Raymond       | Jana Novotná Venus Williams            | Monica Seles Patty Schnyder Arantxa Sánchez Vicario Amanda Coetzer |

## Settembre
| Settimana    | Torneo                                                              | Categoria | Vincitrici                           | Finaliste                                  | Semifinaliste                   | Eliminate ai quarti                                                      |
| ------------ | ------------------------------------------------------------------- | --------- | ------------------------------------ | ------------------------------------------ | ------------------------------- | ------------------------------------------------------------------------ |
| 21 settembre | Toyota Princess Cup 1998 Tokyo, Giappone Cemento Singolare - Doppio | Tier II   | Monica Seles 4-6, 6-3, 6-4           | Arantxa Sánchez Vicario                    | Anke Huber Tamarine Tanasugarn  | Anna Kurnikova Ol'ga Barabanščikova Amy Frazier Julie Halard-Decugis     |
| 21 settembre | Toyota Princess Cup 1998 Tokyo, Giappone Cemento Singolare - Doppio | Tier II   | Anna Kurnikova Monica Seles 6-4, 6-4 | Mary Joe Fernández Arantxa Sánchez Vicario | Anke Huber Tamarine Tanasugarn  | Anna Kurnikova Ol'ga Barabanščikova Amy Frazier Julie Halard-Decugis     |
| 28 settembre | Grand Slam Cup 1998 Monaco di Baviera, Germania Singolare           |           | Venus Williams 6-2, 3-6, 6-2         | Patty Schnyder                             | Martina Hingis Nathalie Tauziat | Conchita Martínez Jana Novotná Arantxa Sánchez Vicario Lindsay Davenport |

## Ottobre
| Settimana  | Torneo                                                                                            | Categoria | Vincitrici                                         | Finaliste                              | Semifinaliste                               | Eliminate ai quarti                                                      |
| ---------- | ------------------------------------------------------------------------------------------------- | --------- | -------------------------------------------------- | -------------------------------------- | ------------------------------------------- | ------------------------------------------------------------------------ |
| 5 ottobre  | Porsche Tennis Grand Prix 1998 Filderstadt, Germania Cemento (indoor) Singolare - Doppio          | Tier II   | Sandrine Testud 7-5, 6-3                           | Lindsay Davenport                      | Dominique Van Roost Arantxa Sánchez Vicario | Martina Hingis Serena Williams Lisa Raymond Nathalie Tauziat             |
| 5 ottobre  | Porsche Tennis Grand Prix 1998 Filderstadt, Germania Cemento (indoor) Singolare - Doppio          | Tier II   | Lindsay Davenport Nataša Zvereva 6-4, 6-2          | Anna Kurnikova Arantxa Sánchez Vicario | Dominique Van Roost Arantxa Sánchez Vicario | Martina Hingis Serena Williams Lisa Raymond Nathalie Tauziat             |
| 12 ottobre | Open di Zurigo 1998 Zurigo, Svizzera Cemento Singolare - Doppio                                   | Tier I    | Lindsay Davenport 7-5, 6-3                         | Venus Williams                         | Irina Spîrlea Nathalie Tauziat              | Amanda Coetzer Dominique Van Roost Barbara Schett Mary Pierce            |
| 12 ottobre | Open di Zurigo 1998 Zurigo, Svizzera Cemento Singolare - Doppio                                   | Tier I    | Serena Williams Venus Williams 5-7, 6-1, 6-3       | Mariaan de Swardt Olena Tatarkova      | Irina Spîrlea Nathalie Tauziat              | Amanda Coetzer Dominique Van Roost Barbara Schett Mary Pierce            |
| 20 ottobre | Kremlin Cup 1998 Mosca, Russia Sintetico indoor Singolare - Doppio                                | Tier I    | Mary Pierce 7–6(2), 6-3                            | Monica Seles                           | Venus Williams Sandrine Testud              | Katarína Studeníková Magüi Serna Conchita Martínez Silvia Farina         |
| 20 ottobre | Kremlin Cup 1998 Mosca, Russia Sintetico indoor Singolare - Doppio                                | Tier I    | Mary Pierce Nataša Zvereva 6-3, 6-4                | Lisa Raymond Rennae Stubbs             | Venus Williams Sandrine Testud              | Katarína Studeníková Magüi Serna Conchita Martínez Silvia Farina         |
| 26 ottobre | Fortis Championships Luxembourg 1998 Lussemburgo, Lussemburgo Cemento (indoor) Singolare - Doppio | Tier III  | Mary Pierce 6-0, 2-0 ret.                          | Silvia Farina                          | Nathalie Tauziat Elena Lichovceva           | Anke Huber Irina Spîrlea Evgenija Kulikovskaja Ai Sugiyama               |
| 26 ottobre | Fortis Championships Luxembourg 1998 Lussemburgo, Lussemburgo Cemento (indoor) Singolare - Doppio | Tier III  | Elena Lichovceva Ai Sugiyama 6(3)–7, 6-3, 2-0 ret. | Larisa Neiland Olena Tatarkova         | Nathalie Tauziat Elena Lichovceva           | Anke Huber Irina Spîrlea Evgenija Kulikovskaja Ai Sugiyama               |
| 26 ottobre | Bell Challenge 1998 Québec, Canada Cemento (indoor) Singolare - Doppio                            | Tier III  | Tara Snyder 4-6, 6-4, 7–6(6)                       | Chanda Rubin                           | Nathalie Dechy Jane Chi                     | Dominique Van Roost Alexandra Stevenson Cătălina Cristea Sandrine Testud |
| 26 ottobre | Bell Challenge 1998 Québec, Canada Cemento (indoor) Singolare - Doppio                            | Tier III  | Lori McNeil Kimberly Po 6(3)–7, 7-5, 6-4           | Chanda Rubin Sandrine Testud           | Nathalie Dechy Jane Chi                     | Dominique Van Roost Alexandra Stevenson Cătălina Cristea Sandrine Testud |

## Novembre
| Settimana   | Torneo                                                                                         | Categoria                                         | Vincitrici                                     | Finaliste                     | Semifinaliste                     | Eliminate ai quarti                                              |
| ----------- | ---------------------------------------------------------------------------------------------- | ------------------------------------------------- | ---------------------------------------------- | ----------------------------- | --------------------------------- | ---------------------------------------------------------------- |
| 2 novembre  | Sparkassen Cup 1998 Lipsia, Germania Sintetico indoor Singolare - Doppio                       | Tier II                                           | Steffi Graf 6-3, 6-4                           | Nathalie Tauziat              | Dominique Van Roost Irina Spîrlea | Anne-Gaëlle Sidot Nataša Zvereva Sarah Pitkowski Anke Huber      |
| 2 novembre  | Sparkassen Cup 1998 Lipsia, Germania Sintetico indoor Singolare - Doppio                       | Tier II                                           | Elena Lichovceva Ai Sugiyama 6-3, 6(2)–7, 6-1  | Manon Bollegraf Irina Spîrlea | Dominique Van Roost Irina Spîrlea | Anne-Gaëlle Sidot Nataša Zvereva Sarah Pitkowski Anke Huber      |
| 9 novembre  | Advanta Championships of Philadelphia 1998 Filadelfia, USA Sintetico indoor Singolare - Doppio | Tier II                                           | Steffi Graf 4-6, 6-3, 6-4                      | Lindsay Davenport             | Monica Seles Nathalie Tauziat     | Amy Frazier Nataša Zvereva Amanda Coetzer Martina Hingis         |
| 9 novembre  | Advanta Championships of Philadelphia 1998 Filadelfia, USA Sintetico indoor Singolare - Doppio | Tier II                                           | Elena Lichovceva Ai Sugiyama 7-5, 4-6, 6-2     | Monica Seles Nataša Zvereva   | Monica Seles Nathalie Tauziat     | Amy Frazier Nataša Zvereva Amanda Coetzer Martina Hingis         |
| 16 novembre | WTA Tour Championships 1998 New York, USA Cemento Singolare - Doppio                           |                                                   | Martina Hingis 7-5, 6-4, 4-6, 6-2              | Lindsay Davenport             | Steffi Graf Irina Spîrlea         | Nathalie Tauziat Monica Seles Dominique Van Roost Mary Pierce    |
| 16 novembre | WTA Tour Championships 1998 New York, USA Cemento Singolare - Doppio                           | Lindsay Davenport Nataša Zvereva 6(6)–7, 7-5, 6-3 | Alexandra Fusai Nathalie Tauziat               |                               | Steffi Graf Irina Spîrlea         | Nathalie Tauziat Monica Seles Dominique Van Roost Mary Pierce    |
| 16 novembre | Pattaya Women's Open 1998 Pattaya, Thailandia Cemento Singolare - Doppio                       | Tier IV                                           | Julie Halard-Decugis 6-1, 6-2                  | Li Fang                       | Silvija Talaja Kristina Brandi    | Ol'ga Barabanščikova Tamarine Tanasugarn Meilen Tu Wang Shi-ting |
| 16 novembre | Pattaya Women's Open 1998 Pattaya, Thailandia Cemento Singolare - Doppio                       | Tier IV                                           | Els Callens Julie Halard-Decugis 3-6, 6-2, 6-2 | Rika Hiraki Aleksandra Olsza  | Silvija Talaja Kristina Brandi    | Ol'ga Barabanščikova Tamarine Tanasugarn Meilen Tu Wang Shi-ting |

## Dicembre
Nessun evento

## Ranking a fine anno
Nelle due tabelle sono presenti le prime dieci tenniste di entrambe le specialità a fine stagione.

### Singolare
| #   | Giocatrice              | Punti | Rank. 1997 | /       |
| 1.  | Lindsay Davenport       | 5.654 | 3          | 2       |
| 2.  | Martina Hingis          | 5.366 | 1          | 1       |
| 3.  | Jana Novotná            | 3.734 | 2          | 2       |
| 4.  | Arantxa Sánchez Vicario | 3.417 | 9          | 5       |
| 5.  | Venus Williams          | 3.262 | 22         | 17      |
| 6.  | Monica Seles            | 3.226 | 5          | 1       |
| 7.  | Mary Pierce             | 2.714 | 7          | Stabile |
| 8.  | Conchita Martínez       | 2.331 | 12         | 4       |
| 9.  | Steffi Graf             | 2.261 | 28         | 19      |
| 10. | Nathalie Tauziat        | 2.259 | 11         | 1       |

### Doppio
| #   | Giocatrice        | Punti | Rank. 1997 | /       |
| 1.  | Natasha Zvereva   | 4.994 | 1          | Stabile |
| 2.  | Martina Hingis    | 4.816 | 3          | 1       |
| 3.  | Jana Novotná      | 4.022 | 6          | 3       |
| 4.  | Lindsay Davenport | 3.945 | 2          | 2       |
| 5.  | Rennae Stubbs     | 2.617 | 34         | 29      |
| 5.  | Lisa Raymond      | 2.617 | 12         | 7       |
| 7.  | Nathalie Tauziat  | 2.386 | 13         | 6       |
| 7.  | Alexandra Fusai   | 2.386 | 14         | 6       |
| 9.  | Elena Likhovtseva | 2.101 | 24         | 15      |
| 10. | Anna Kournikova   | 2.067 | 40         | 30      |